# Bombylius aksarayensis
Bombylius aksarayensis är en tvåvingeart som beskrevs av Hasbenli och Zaitzev 2000. Bombylius aksarayensis ingår i släktet Bombylius och familjen svävflugor.
Artens utbredningsområde är Turkiet. Inga underarter finns listade i Catalogue of Life.